# Хотан (река)
Хотан (на китайски: 和田河; уйгурски:خوتەن دەرياسى; на пинин: Hétián Hé) е река в Западен Китай, в Синдзян-уйгурския автономен регион. Дължината ѝ е 295 km (с лявата съставяща я река Каракаш – 1035 km, площта на водосборния ѝ басейн е 43 600 km²). Река Тарим се образува на 1211 m н.в. в западната част на пустинята Такламакан от сливането на двете съставящи я реки Каракаш (лява съставяща) и Юрункаш (дясна съставяща). Река Каракаш (дължина – 740 km, площ на водосборния басейн – 19 983 km²) води началото си от източните склонове на планинската система Каракорум и чрез поредица от грандиозни дефилета пресича планината Западен Кунлун, а река Юрункаш (дължина – 513 km, площ на водосборния басейн – 14 575 km²) извира от третата (южна верига) на Западен Кунлун и също с дълбоки дефилета пресича неговите средна и първа (северна) вериги. По цялото си протежение река Тарим тече в северна посока, като пресича западната част на пустинята Такламакан в широка долина, обрасла с тревиста и храстова растителност. Поради това, че водите на двете съставящи я реки почти напълно се използват за напояване в Хотанския оазис, коритото на Тарим се напълва с вода единствено през лятото (юли – август) по време на пълноводието. В сушеви години водите на Хотан даже по време на пълноводието не достигат до река Тарим. По време на пълноводие водите на Хотан заедно с тези на реките Яркенд и Аксу на 1024 m н.в. образуват река Тарим (най-голямата в Централна Азия), водите на която далеч на изток се губят в пясъците на Такламакан. Средният годишен отток при сливането на Каракаш и Юрункаш е 120 m³/s. По цялото протежение на Хотан няма нито едно постоянно населено място.